# Ikarus

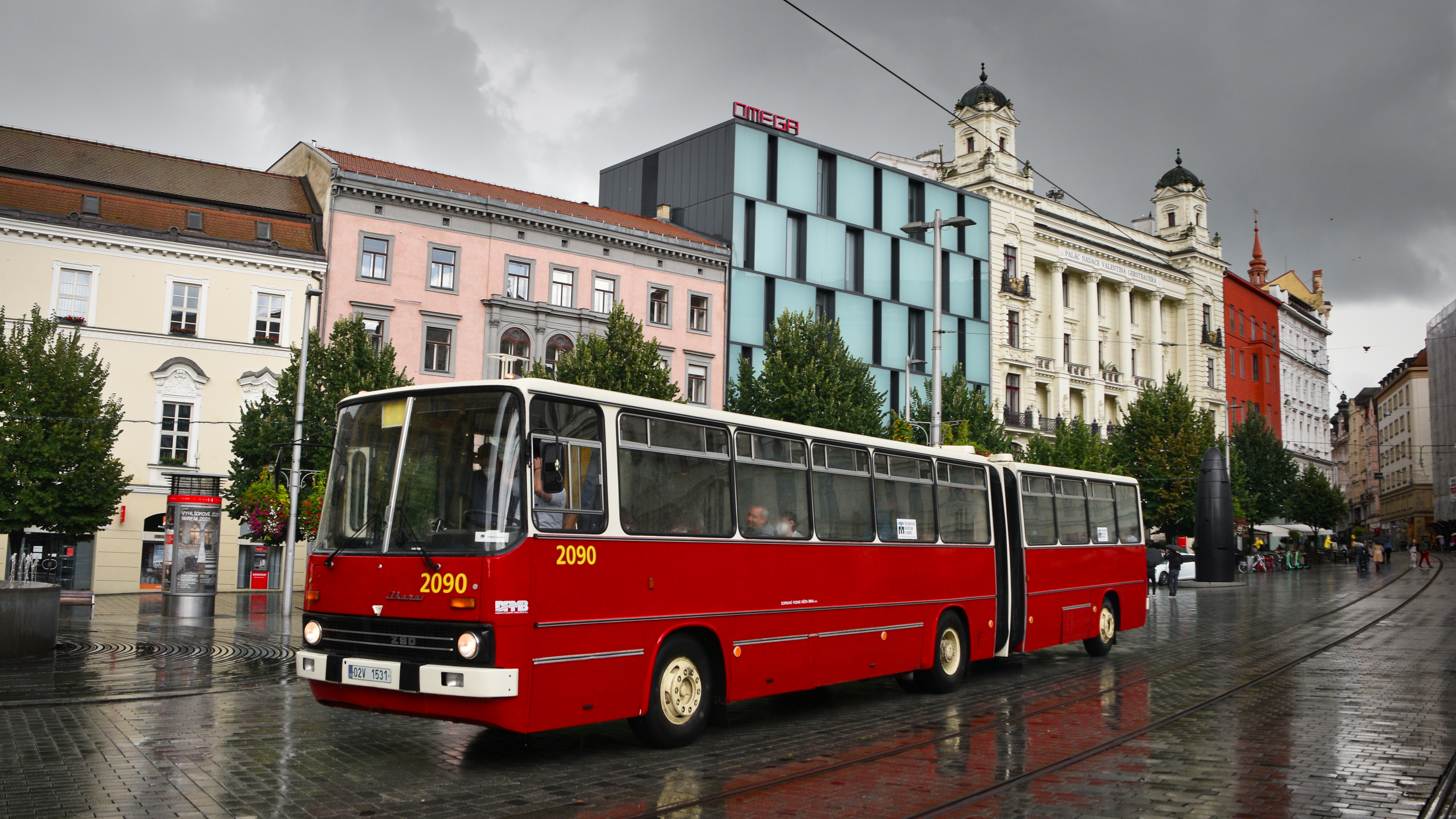

Ikarus (Ика́рус) — венгерская автобусостроительная компания, специализирующаяся на производстве городских, междугородных и специальных автобусов. Основана в 1895 году как кузнечно-каретная мастерская в г. Будапеште. В 1980-е годы коллектив завода вышел на годовой объём выпуска до 12 тысяч машин в год, что поставило завод «Икарус» в число крупнейших в Европе производителей автобусов.

## Происхождение названия
Название «Икарус» стало автобусной торговой маркой после того, как фирма братьев Ури, выпускавшая автомобили и автобусы, была объединена с производителем самолётов и автомобильных запчастей «Ikarus Gép és Fémgyár Rt» («Акционерное общество Икарус по производству машин и металлов»). В названии последней «Икарус» происходит от имени мифического персонажа Икара. Аналогично происхождение названия сербской автобусной фирмы «Икарбус».

## История
Основана в 1895 году Имре Ури в г. Пеште (Венгрия) как каретная мастерская. В 1920-х годах начали производство автобусных кузовов. В 1933 году дело перешло к сыновьям, фирма получила название ТОО «Братья Ури». В 1939 году собрали 1000-й автобус. Во время Второй мировой войны выпускали самолёты, ремонтировали автомобильную технику для вермахта (с 1945 года — для Советской армии).

Ikarus 55 в аэропорту

В 1947 году фирму национализировали и передали центру тяжёлой промышленности. В 1948 году объединили с национализированным акционерным обществом «Икарус» (основано в 1916 году). В 1949 году на базе двух фирм создали завод «Икарус». В октябре 1951 года на заводе выпустили 1000-й автобус.
В 1962 году к «Икарусу» присоединили общий механический завод в г. Секешфехерваре с целью организации крупносерийного производства автобусов как для Венгрии, так и для поставок в страны СЭВ и другим зарубежным странам. С вводом в строй новых мощностей, рассчитанных на выпуск более 10 тысяч автобусов в год (фактически достигнуто 12 тысяч), на заводе вышли на качественно новый уровень. К тому времени работники завода уже выпускали Ikarus 55 «Ikarus Lux» — междугородный автобус, поставлявшийся во многие социалистические страны. Выпускавшийся до 1972 года «Ikarus Lux» был основой венгерского экспорта автобусов на протяжении почти 20 лет.
На новом заводе было организовано производство моделей 200-й серии. В рамках торговых соглашений автобусы поставляли в страны СЭВ, Алжир, Мозамбик, Танзанию и другие страны Африки, специальные модели производили для ФРГ и скандинавских стран. Позднее совместное производство автобусов «Икарус» было организовано в США, Канаде, Индонезии, КНДР, на Кубе.
Летом 1984 года был собран 200-тысячный автобус. На заводе специализировались в производстве городских, междугородных и специальных автобусов.
За 1966-1970 годы в СССР было поставлено 8140 «Икарусов» (в среднем 1628 ежегодно), за 1971-1976 годы — более 22 тыс. (в среднем около 4,5 тыс. ежегодно). Максимума годовых поставок достигли в 1986-1987 годах (7792 и 7942 автобуса соответственно), после чего в 1990 году снизили до 6085 штук. Всего же к 1985 году в СССР было поставлено 100 тыс. автобусов.
| Год              | 1966 | 1967 | 1968 | 1969 | 1970 | 1971 | 1974  | 1975  | 1976  | 1977  | 1978  | 1979 | 1980  | 1981  | 1982  | 1983  | 1984  | 1985  | 1986  | 1987  | 1988  | 1989  | 1990  |
| ---------------- | ---- | ---- | ---- | ---- | ---- | ---- | ----- | ----- | ----- | ----- | ----- | ---- | ----- | ----- | ----- | ----- | ----- | ----- | ----- | ----- | ----- | ----- | ----- |
| Штук             | 804  | 1021 | 1556 | 1894 | 2865 | 3004 | 5153  | 6169  | н/д   | н/д   | н/д   | н/д  | н/д   | н/д   | н/д   | н/д   | н/д   | н/д   | 7792  | 7942  | 7378  | 6103  | 6085  |
| Млн. руб.        | 9,4  | 13,6 | 22,7 | 30,8 | 56,3 | 61,3 | 110,1 | 165,4 | 206,9 | 198,2 | 204,5 | 198  | 244,4 | 284,8 | 327,4 | 380,7 | 442,4 | 483,1 | 475,9 | 538,6 | 506,4 | 424,7 | 456,3 |
| Тыс. руб. за ед. | 11,7 | 13,3 | 14,6 | 16,3 | 19,6 | 20,4 | 21,4  | 26,8  | н/д   | н/д   | н/д   | н/д  | н/д   | н/д   | н/д   | н/д   | н/д   | н/д   | 61,1  | 67,8  | 68,6  | 69,6  | 75    |

Сменяющие друг друга модели «Икарусов» эстетически воспринимали на одном уровне с автобусами «Scania» и другими западноевропейскими моделями, которые советские люди ежедневно могли видеть, например, в г. Ленинграде и других городах, где был развит приграничный туризм. Огромные «панорамные» стёкла, квадратное (а не скруглённое у крыши) сечение салона воспринимали как признаки внешней комфортности. Обратную сторону этого простора ощущали в зимнее время, когда несмотря на мощный подогрев салона, в «Икарусах», и особенно сочленённых, оказывалось холоднее, чем во «львовских» автобусах. Весь этот комфорт отнюдь не был даровым: «Икарусы» были самым дорогим автобусом в советском автопарке. За 24 года, с 1966 по 1990 год, номинальную цену среднего автобуса повысили почти в 6,5 раз (с 11,7 тыс. до 75 тыс. переводных рублей); последнее соответствовало 83,3 тысячи долларов США. Это в 4-5 раз превышало цену советского ЛиАЗ-677 (15-16 тыс. руб. в конце 1980-х годов). Безубыточную эксплуатацию «Икарусов» обеспечивали только дальние междугородные маршруты; в городах же при тарифе 5 копеек за поездку любой продолжительности и ещё более дешёвых месячных проездных билетах эксплуатацию вели на пределе рентабельности.
Высокие цены на «Икарусы» не были прихотью венгерской стороны и соответствовали как мировому уровню, так и производственным затратам предприятия, часть которых Венгрия удовлетворяла за счёт импорта из капиталистических стран. При планировании торгового оборота между странами СЭВ покупатели (например, СССР и ГДР) старались придерживаться примерного равенства объёма между закупками «Икарусов» и встречными поставками своих автомобилей. Внешнеторговые цены на последние также год от года росли, и по свидетельству тогдашнего министра тяжёлой промышленности Венгрии Дьёрдя Караси, Венгрия так или иначе получала из СССР за каждый «Икарус» 19-21 единицу «Жигулей». Однако, согласно статистическим данным встречные поставки всей автомобильной техники, вместе взятые, во второй половине 1980-х годов стоили примерно втрое меньше поставок венгерских автобусов в СССР, а сравнимой статьёй советского экспорта был скорее природный газ.
С 1993 по 2002 годы в России вели сборку новых автобусов «Икарус» в г. Кургане (на заводе КАвЗ и в ООО «Уральский автобус»), в г. Арзамасе (на Арзамасским машиностроительным заводе), в г. Москве (на заводе ТМЗ), а также на некоторых авторемонтных заводах и в автобусных парках (например, в г. Тольятти).
Наряду с массовыми моделями на завод в единичных количествах производили уникальные автобусы, в частности: переднемоторный 14-метровый низкопольный «Икарус-290» для обслуживания аэропортов (1978 год), городские с пониженным уровнем пола и задним расположением двигателя — одиночный «Икарус-242» и сочленённый «Икарус-284» (1984 год), полутораэтажный «Икарус-270» (1975 год), междугородный «Икарус-254» с повышенной высотой салона (1977 год), 23-метровый четырёхосный трёхсекционный «Икарус-293» (1988 год). Также на многочисленных выставках 1980-х годов были представлены уникальные автобусы со встроенными самолётными трапами: аэропортовый с двумя кабинами (спереди и сзади), а также туристические - для доставки пассажиров непосредственно из гостиницы в самолёт — одиночный четырёхосный «Икарус-692» (1983 год) и сочленённый трёхосный «Икарус-695» (1985 год).

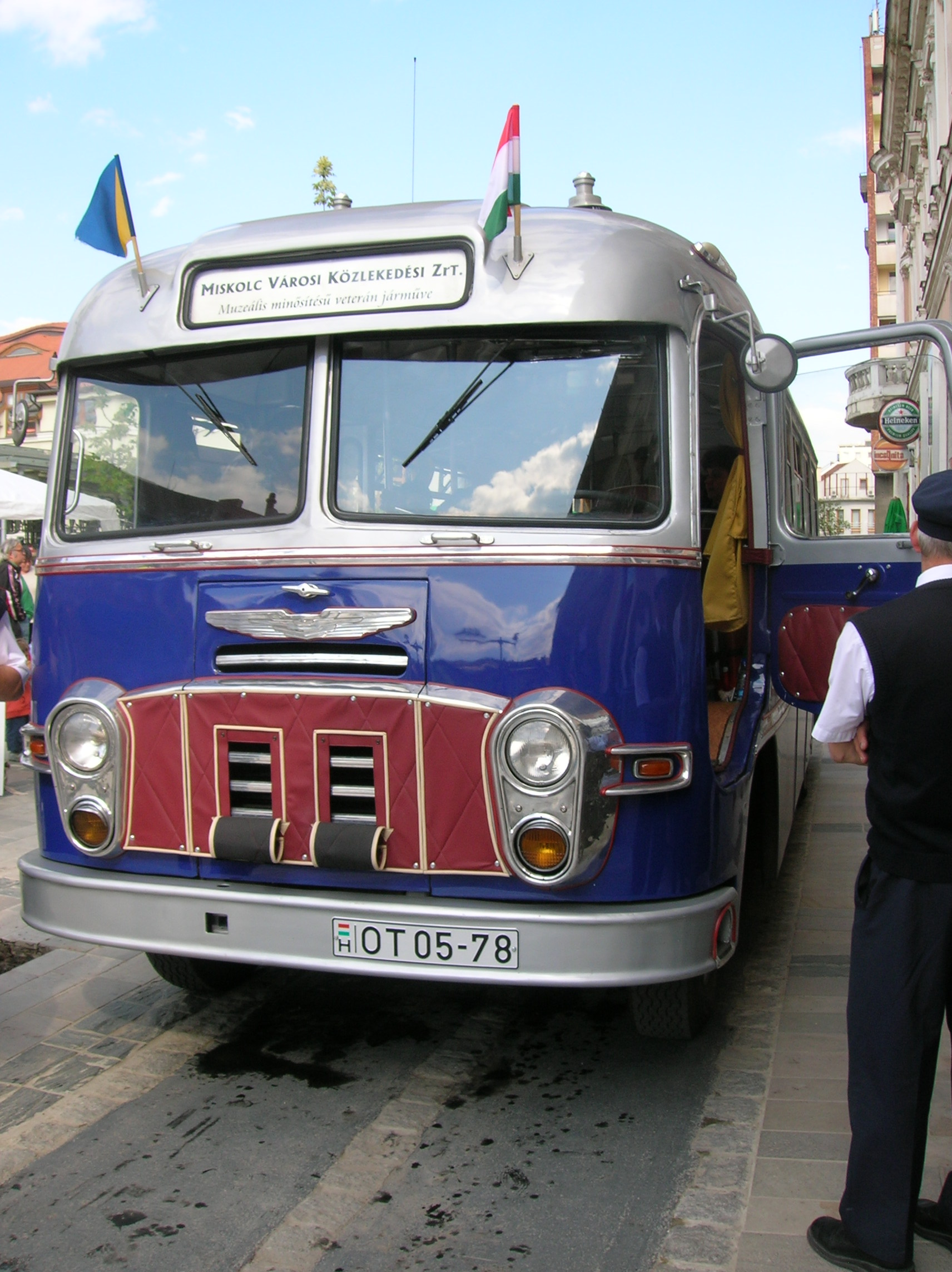
Ikarus 31 1959 года выпуска

Троллейбусы марки «Икарус» в СССР официально не поставляли. Несколько экземпляров сочленённых троллейбусов модели 280Т (переоборудовали на ТМЗ) подвергли опытной эксплуатации на улицах г. Москвы в 1980-х годах. В 1990-2000-е годы в г. Челябинске эксплуатировали около 20 бывших в употреблении троллейбусов Ikarus-Ganz 280T из ГДР.
Значительную часть продукции поставляли на экспорт. Из 300 000 автобусов, выпущенных за полвека, 251 000 поставили во многие страны мира практически на всех континентах. Крупнейшими импортёрами были СССР, ГДР, Польша, Ирак, Куба; около 700 «Икарусов» были закуплены в США.
В 1966 году в Союз было поставлено 804 автобуса, в 1967 году — 1021, в 1971 году — 3004, в 1974 году — 5053 и в 1975 году — 6169 автобусов. На протяжении последующих 10 лет экспорт в СССР каждый год увеличивали в среднем на 150 единиц и достигли числа 7792 автобуса в 1986 году и 7942 — в 1987 году. В последующие годы правления М. С. Горбачёва импорт «Икарусов» в СССР стали год от года снижать. В 1988 году в СССР закупили из Венгрии лишь 7378 автобусов, в 1989 году — 6103 и в 1990 году — 6085 штук.
К началу 1980-х годов автобусами «Икарус» несколько потеснили львовские и ликинские машины в автобусных парках и на улицах городов Москвы, Ленинграда, Киева и других городов-миллионников. Тем не менее, в глубинке и на периферии картина была иной: при том, что собственное производство автобусов в СССР превысили в 1985 году 90 тысяч, на долю автобусов «Икаруса» приходилось менее 8 % автобусного парка СССР. Помимо внутригородских маршрутов в крупнейших городах СССР автобусы «Икарус» обрели высокую узнаваемость также благодаря междугородным перевозкам, где лучшие автобусы этой марки, начиная с «Икаруса люкса», стали основой парка машин для междугородних автобусных перевозок.
В результате распада СССР и ликвидации СЭВ заводчане потеряли рынки сбыта. Массовое производство автобусов прекратили, и предприятие разделили. Первым в начале 1990-х годов закрыли цех массовых серий автобусов в г. Будапеште, за ним сократили до минимума выпуск автобусов в г. Секешфехерваре, а на предприятии EAG в Будапеште (бывшем наследником довоенной фирмы) вернулись к сборке автобусов только по индивидуальным заказам и на импортных шасси. После распада СССР в Беларусь перестали поставлять детали для ремонта автобусов, которые ранее поставляли из страны-производителя.
С 1999 по 2006 годы завод «Икарус» ввели в холдинг Irisbus. В 2003 году производство на предприятии в г. Секешфехерваре окончательно прекратили. В 2007 году обанкротилось предприятие EAG, которое с тех пор неоднократно[когда?] пытаются[кто?] возродить.

### Важнейшие вехи истории заводаIkarus

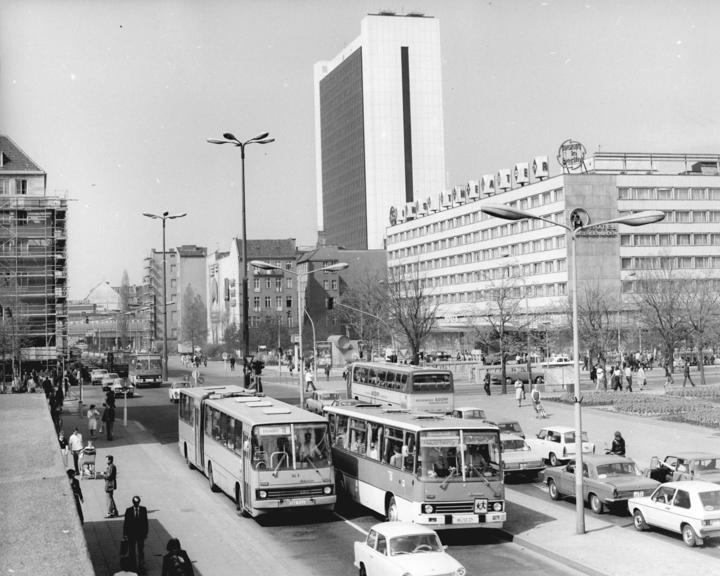
Автобусы «Икарус» в пейзаже социалистического города, Берлин, ГДР, 1979 год

- 1895 год — основатель компании Имре Ури открыл кузнечно-каретную мастерскую.
- 1916 год — Мориц Эмеи и Ене Вечеи основали «Акционерное общество "Икарус" по производству машин и металлов» («Ikarus Gép és Fémgyár Rt»)
- 1948 год — предприятия «Т. О. О. "Братья Ури"» и «Акционерное общество "Икарус" по производству машин и металлов» национализировали и объединили. Новую компанию назвали «Икарус»[5].
- 1953 год — начало выпуска междугородного Ikarus 55.
- 1955 год — изготовление новых моделей Ikarus 620, 630, 631.
- 1962 год — произвели 8000 автобусов.
- 1966 год — начало серийного выпуска сочленённого Ikarus 180.
- 1970 год — компания заняла второе место на выставке в Монако, показав своё положение в Европе.
- 1971 год — произвели 100 000-й автобус.

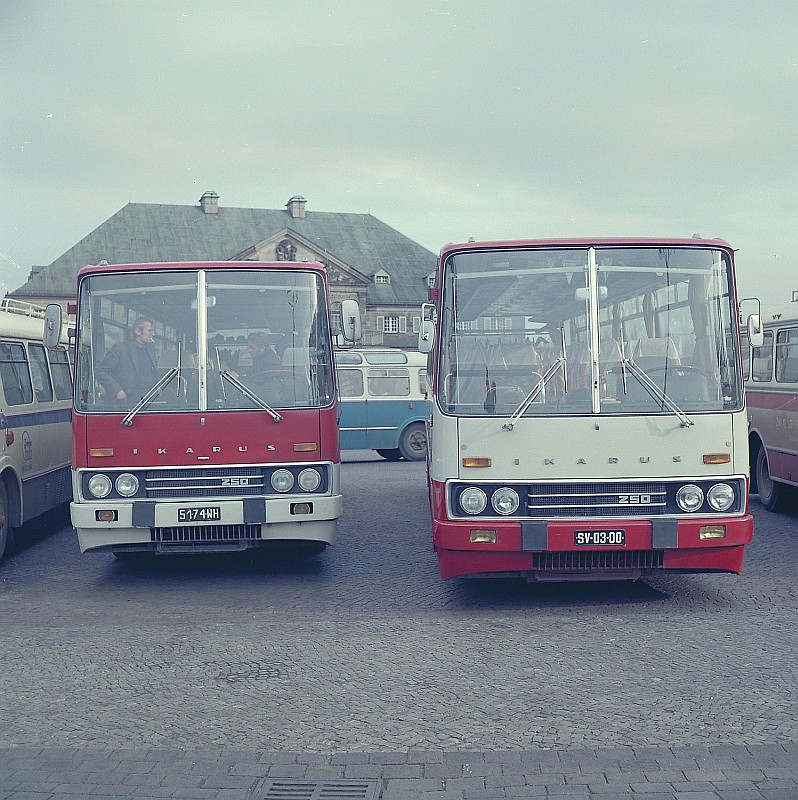
Автобусы «Икарус-250» на автовокзале Дрездена, ГДР, 1972 год.

- 1973 год — начало выпуска сочленённого Ikarus 280.
- 1984 год — летом произвели 200 000-й автобус.
- В 1991 году компанию разделили. От основного завода Ikarus Vehicle Construction Ltd в г. Секешфехерваре отделили Будапештский завод малых серий EAG[7].
- В 1994 году выпустили первый в мире сочленённый низкопольный автобус Ikarus 417.
- В 1999 году оба завода ввели в группу Ikarusbus (принадлежавшей руководству холдинга Irisbus, созданного представителями компаний Renault и Iveco) и выпускали автобусы под прежней маркой — Ikarus. Модели Ikarusbus переименовали в серии 400-ю и C, а модели EAG — в серию E.[7]
- В октябре 2003 года — закрыли основное предприятие.
- В 2006 году венгерский бизнесмен Габор Селеш (Gábor Széles) выкупил 100 % акций у руководства Ikarusbus.
- В 2007 году вновь начали выпускать модели Ikarus C80, C83 и другие. Новые модели разработали в венгерской автобусостроительной компании Auto Rad Controlle Kft и уже несколько лет выпускают под маркой ARC[8].
- В декабре 2007 года завод официально вторично закрыли: из-за нерентабельности.
- В январе 2010 года Габор Селеш вновь открыл производство на заводе Ikarus, под старой маркой стали выпускать модели V134, E134, V187, E127[9], также на предприятии по-прежнему выполняли капитальный ремонт и модернизацию автобусов серий 200-й, 400-й и С[10].

В свои лучшие времена на заводе Ikarus выпускали до 12 тысяч автобусов в год.

## Модели автобусов «Икарус»

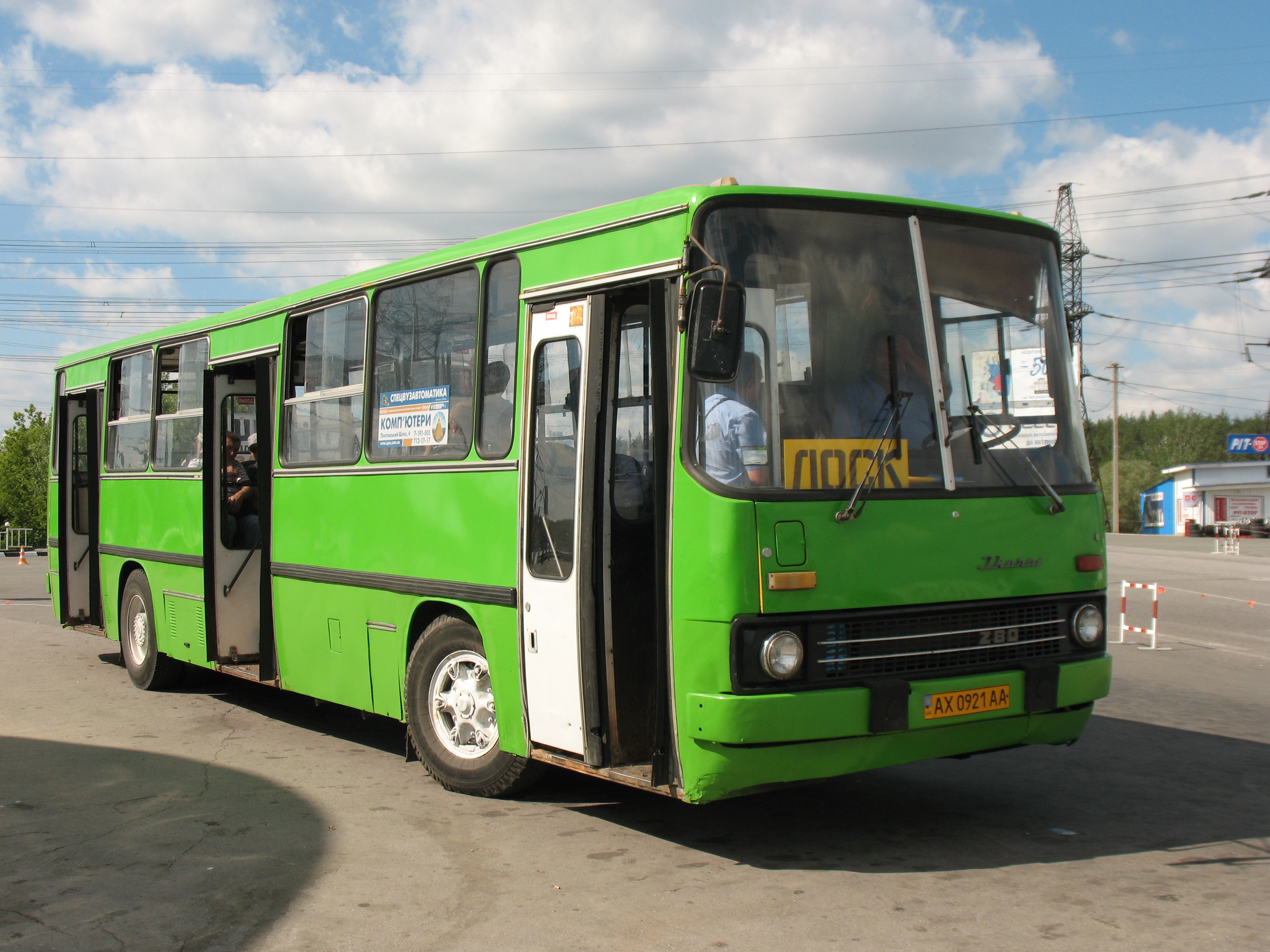
Ikarus-263.00 в Харькове

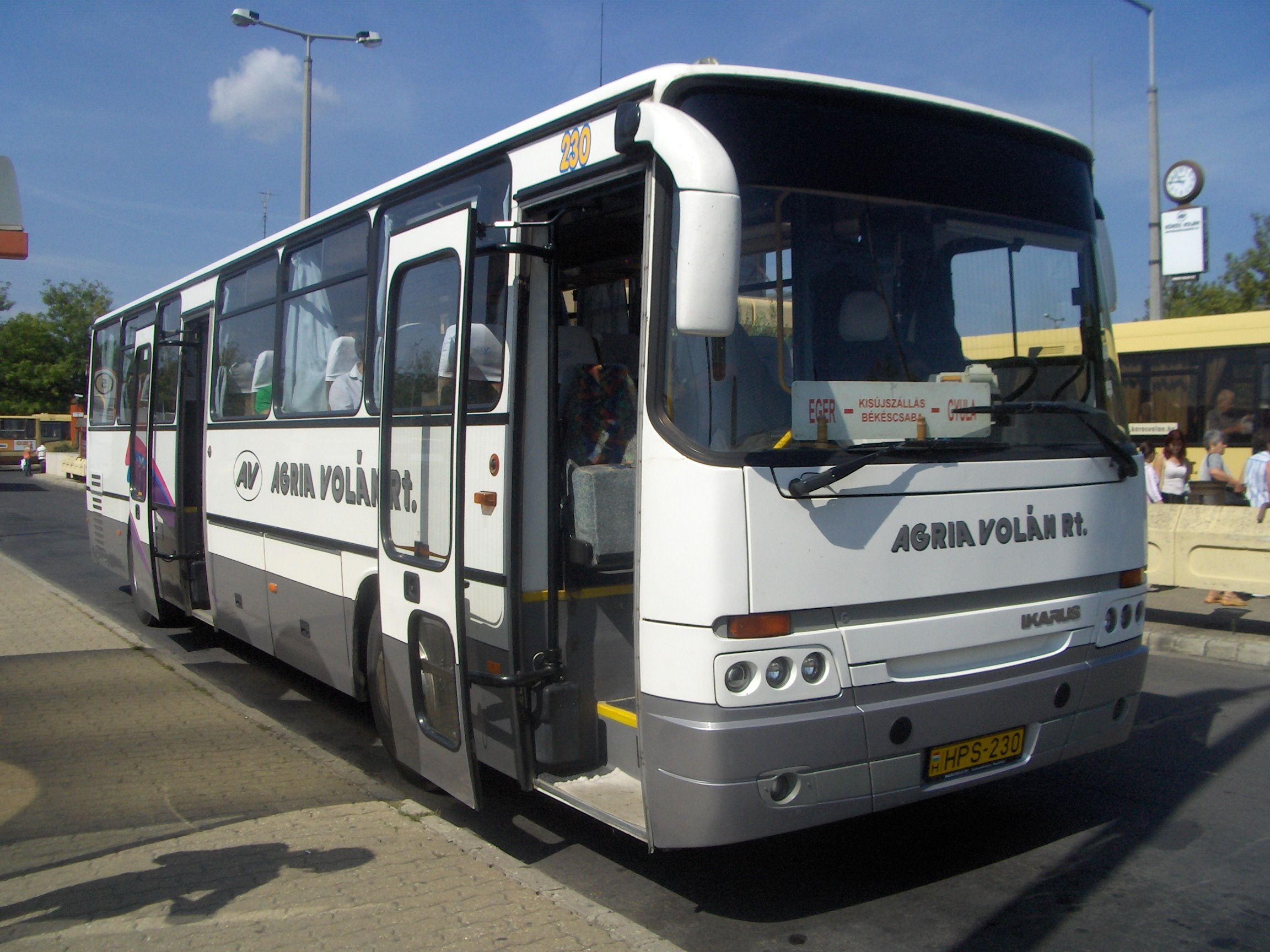
Ikarus-C56

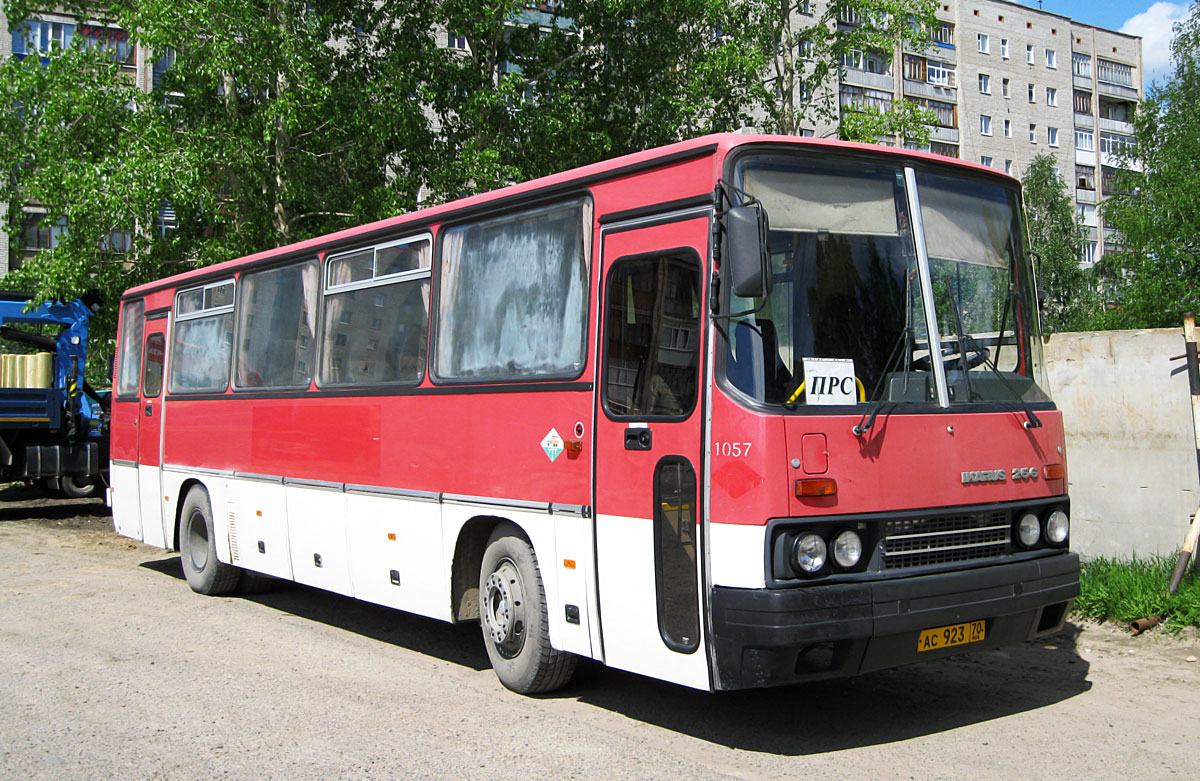
Ikarus-256.21H в Стрежевом, Томская область

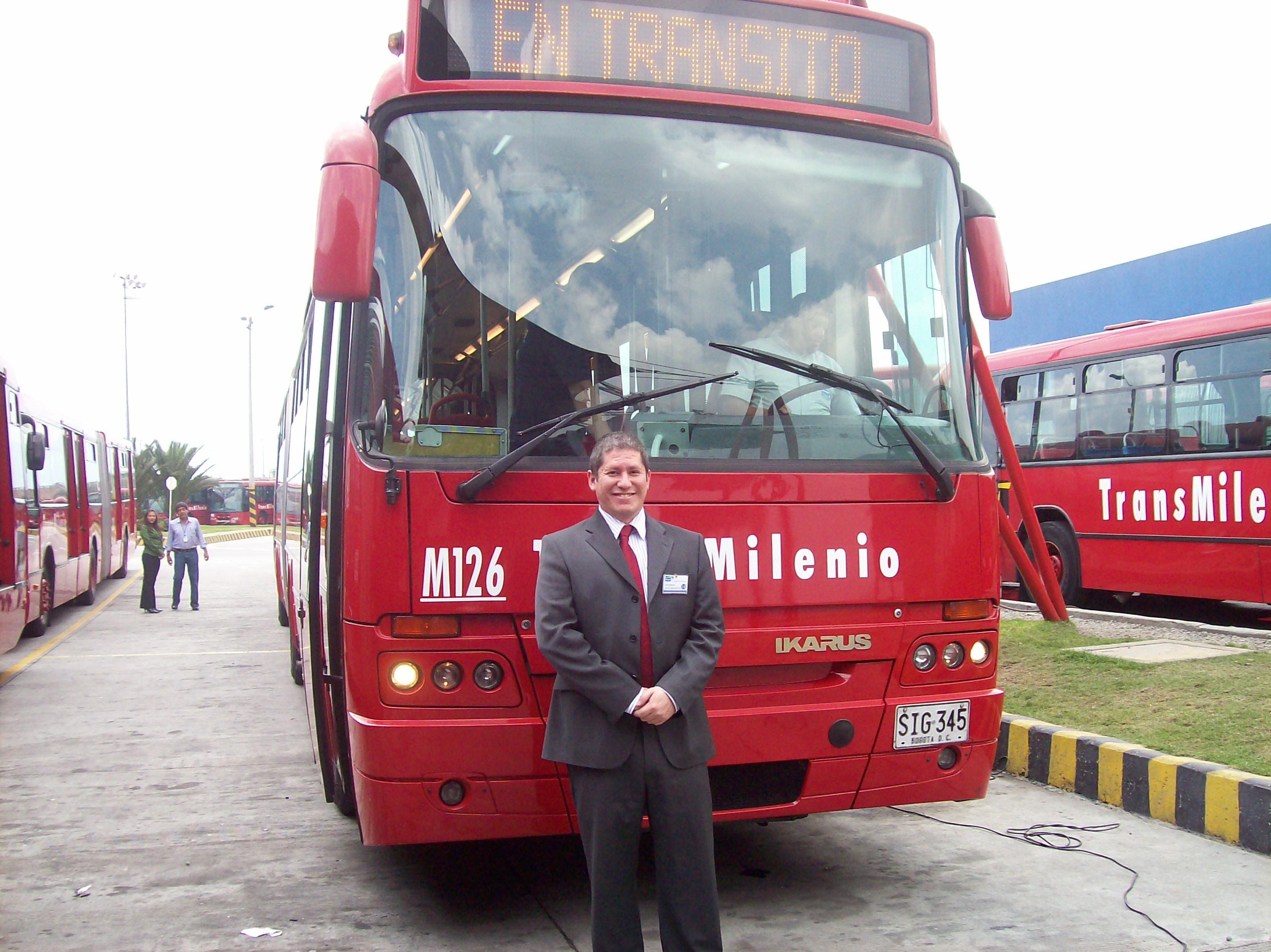
Ikarus C83.30G в Колумбии, 2006 год

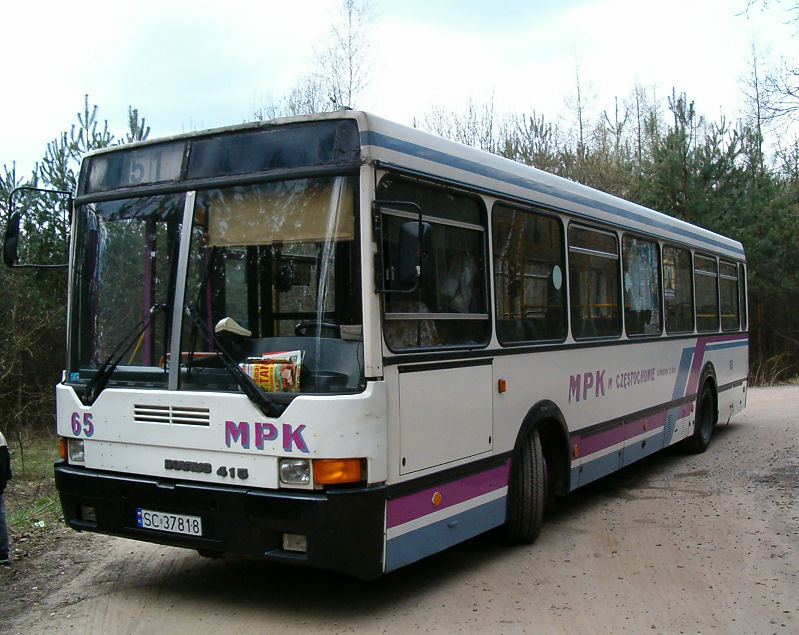
Ikarus-415

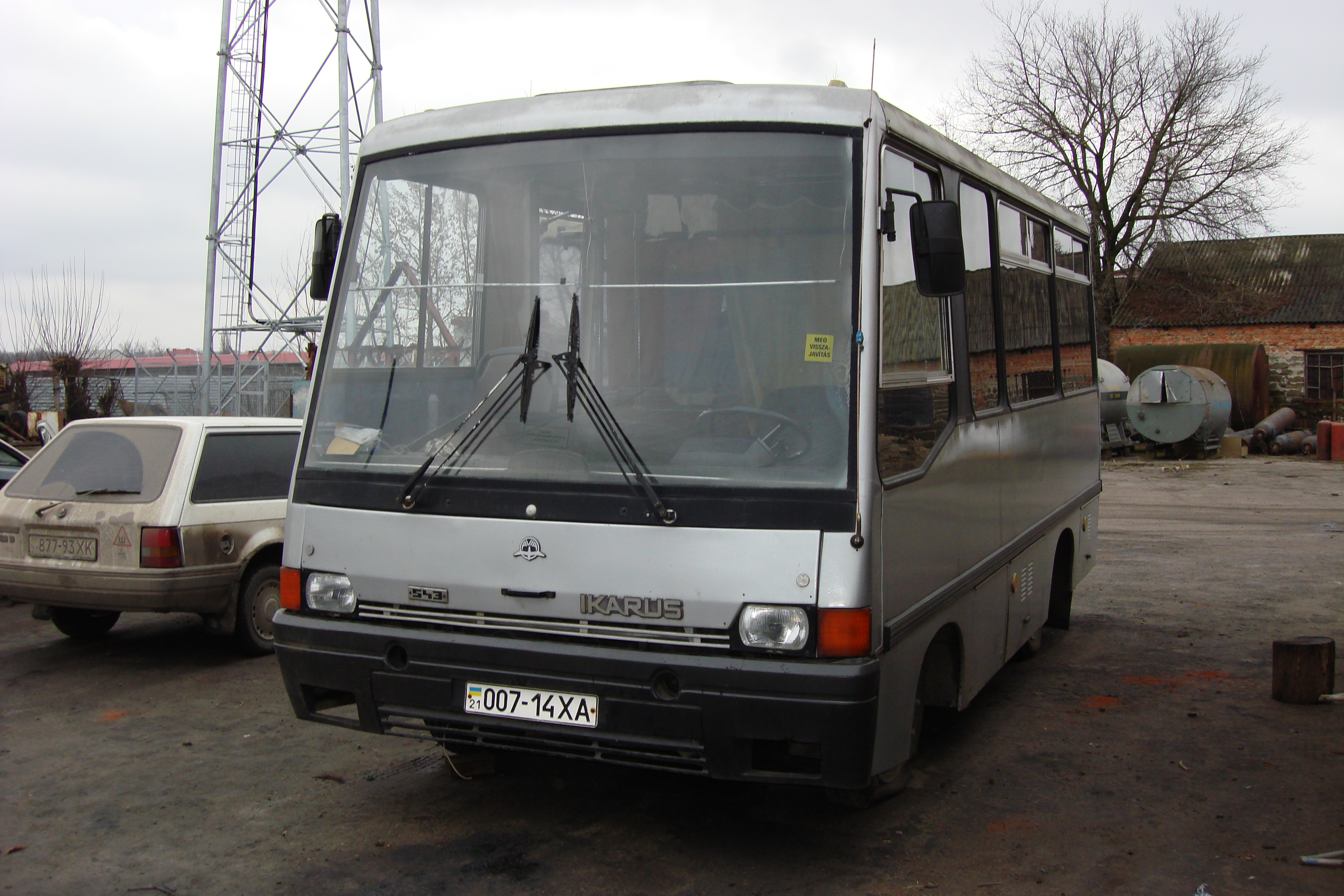
Ikarus-543.26 (1989 г.в.)
под Харьковом, 2007 год

### 1950—1960 годы
- Ikarus-30
- Ikarus-31
- Ikarus-55
- Ikarus-60
- Ikarus-66
- Ikarus-555
- Ikarus-556
- Ikarus-557
- Ikarus-620
- Ikarus-303
- Ikarus-180 — городской сочленённый.
- Ikarus-190

### 1970—1980 годы
- Ikarus-211 — междугородный;
- Ikarus-212 — междугородный;
- Ikarus-216 — городской (для Кувейта);
- Ikarus-220 — городской (опытный);
- Ikarus-222 — городской (опытный);
- Ikarus-238 — пригородный;
- Ikarus-242 — городской (низкий);
- Ikarus-246 — городской, длина 12 м, двигатель RABA D10 UTSLL-184;
- Ikarus-250 — междугородный;
- Ikarus-250 SL — специального назначения, повышенной комфортности;
- Ikarus-254 — туристический;
- Ikarus-255 — междугородный;
- Ikarus-256 (C56) — междугородный, длина 11 м, 43-45 сидений;
- Ikarus-259 — повышенной проходимости; модель 259.50 — с двумя ведущими мостами;
- Ikarus-260 (C60) — городской, длина 11,1 м, 22 сиденья;
- Ikarus-261 — городской, с правым рулём;
- Ikarus-262 — городской, длина 12 м, 25 сидений;
- Ikarus-263 (C63) — городской, длина 11,9 м, двигатель RABA D10 UTSLL-160 (180 л. с.);
- Ikarus-270 — туристический (опытный образец);
- Ikarus-272 — городской, длина 11,97 м, двигатель MAN D2566 MXFO (241 л. с.);
- Ikarus-280 (C80) — городской сочленённый, длина 16,5 м, 37 сидений;
- Ikarus-281 — городской сочленённый, с правым рулём;
- Ikarus-282 — городской сочленённый (низкий);
- Ikarus-283 (C83) — городской сочленённый, длина 18 м;
- Ikarus-284 — городской сочленённый с расположением двигателя в задней части (низкий);
- Ikarus-285 — городской сочленённый, с правым рулём;
- Ikarus-286 (Orion III) — городской сочленённый, двигатель CUMMINS (290 л. с.), выпускали совместно с Crown Coach Corp. под маркой Crown Ikarus;
- Ikarus-290 — низкопольный перронный автобус, использовали в аэропортах для посадки/высадки пассажиров, изготовили 10 экземпляров[11];
- Ikarus-293 — городской двусочленённый четырёхосный автобус, изготовили в единственном экземпляре;
- Ikarus-521 — автобус малого класса на шасси Volkswagen LT 55;
- Ikarus-692 — туристический одиночный автобус;
- Ikarus-695 — туристический сочленённый автобус.

### 1990—2000 годы
- Ikarus-325 — туристический;
- Ikarus-350 — туристический;
- Ikarus-365 — туристический;
- Ikarus-386 — туристический, длина 11,6 м, двигатель RABA D10 UTSLL-218 (180 л. с.), сидений 46 (+1). Скорость до 113 км/ч;
- Ikarus-396 — туристический
- Ikarus-412 — городской низкопольный, длина 12 м;
- Ikarus-415 — городской, длина 11,4 м, двигатель RABA D10 UTS (180 л. с.), сидений 20 (+1);
- Ikarus-416 — городской, длина 11,4 м, для рынка США;
- Ikarus-417 — городской сочленённый низкопольный, длиной 18 м;
- Ikarus-435 — городской сочленённый, длина 18 м;
- Ikarus-435.17— версия Ikarus-435 для Москвы;
- Ikarus-436 — городской сочленённый, длина 18 м, для рынка США;
- Ikarus-489 — городской, длина 12 м;
- Ikarus-E91 — городской, длина 8 м.

Ikarus EAG E91

### Модели 400-й серии
Икарусы моделей «415» и «412» длины 11,4 и 12 м со вместимостью до 100 пассажиров и общей массой 18 т. Модели, в которых предусмотрели более 170 мест — это варианты «435» и «417». Они имеют длину около 18 м и полную массу 28 т. На них используют различные дизельные двигатели мощности 218—310 л. с. и преимущественно автоматические 4- и 5-ступенчатые коробки передач. На их основе предлагают троллейбусы «415Т» и «435Т», также оборудованные иностранными агрегатами и электрооборудованием. Основным туристическим автобусом остался 49-местный «Ikarus 386» длины 12 м и полной массы 18 т. На нём устанавливают дизельные двигатели Raba или Detroit Diesel мощности по 320 л. с., механическую 6-ступенчатую коробку передач ZF или автоматическую 3-ступенчатую Voith, автоматическую климатическую систему, холодильник, миникухню, аудио- и видеосистемы, электропривод люков в крыше..
- «Ikarus 125» — экспериментальный городской автобус длины 12 метров, изготовленный на шасси Volvo B8RLE (2020 год).

### Модели Ikarus-ARC (Modulo)
- Ikarus V127 (Modulo M108d)
- Ikarus V134
- Ikarus V187
- Ikarus E127
- Ikarus E134

## Модели троллейбусов «Икарус»

### 1950-1960 годы
- Ikarus-60T

### 1970-1980 годы
- Ikarus-260T — опытный;
- Ikarus-280T — сочленённый;
- Ikarus-284T — опытный, сочленённый.

### 1990-2000 годы
- Ikarus-412T — низкопольный
- Ikarus-411T — опытный, укороченный на 1 метр вариант, версия Ikarus-412T;
- Ikarus-415T
- Ikarus-435T — сочленённый.

## Модели электробусов «Икарус»
- Ikarus 80e
- Ikarus 120e
- Ikarus 180e